# Henri Suykens
Henri Suykens (* 3. September 1854 in Schaerbeek/Schaarbeek, Belgien; † 13. März 1923 in Paris) war ein belgischer Genremaler der Düsseldorfer Schule.

## Leben

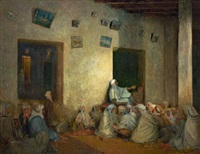
Lectures des contes des „Mille et une Nuits“ dans un café arabe

Henri Suykens besuchte die Kunstakademie Düsseldorf und war dort bis 1884 Meisterschüler von Wilhelm Sohn. Danach lebte er als Genremaler in Düsseldorf. Mit seinen Bildern war er auf Ausstellungen in Düsseldorf, Berlin, Dresden, München, Antwerpen, Moskau und Paris vertreten.